# Bolívar (Cauca)
Bolívar – miasto w Kolumbii, w departamencie Cauca.